# 호카벤
《호카벤》(일본어: ホカベン)은 나카지마 히로유키 원작·카와라 니사이 작화의 만화 작품, 및 그것을 원작으로 한 텔레비전 드라마이다.

## 개요
햅쌀 변호사가, 소년 범죄나 학대 등 다양한 범죄에 직면한다. 타이틀인 《호카벤》이란 벤토(도시락)가 아니라, “신인 변호사”를 나타낸다.
만화는 청년 만화 잡지 《이브닝》(코단샤)에서 2003년부터 2006년까지 연재되어 단행본은 5권까지 발행되었다. 또 2008년 6월에는, 원작을 담당한 나카지마 히로유키가 스스로 새로 쓴 소설이 《호카벤 우리의 정의》의 타이틀로 코단샤 분코로부터 출판되었다. 드라마판의 1 ~ 2화에 해당되는 에피소드가 수록되고 있다.

## 텔레비전 드라마
2008년 4월 16일부터 6월 18일까지, 닛폰 TV의 《수요 드라마》로 매주 수요일 22:00 ~ 22:54(JST, 첫회는 23:09까지의 15분 확대판)에 방송. 원작과는 달리, 주인공의 변호사는 남성이 아닌 여성으로, 닛폰 TV의 연속 드라마는 첫 주연이 되는 우에토 아야가 주연을 맡았다.
평균 시청률은 8.21%. 전 편 다 1자리 수 대에 머물렀다. 또, 헤이세이 16년 파산법 개정이 반영되지 않고 실무상으로도 논리상으로도 있을 수 없는 에피소드가 4화로 존재하는 등, 법률 그 자체나 법률 실무에 관한 감수가 매우 무르고, 법률 실무에 오해를 낳는 연출도 많았다.

### 캐스트
- 도모토 아카리 - 우에토 아야
- 스기사키 타다시 - 키타무라 카즈키
- 카타세 리이치로 - 카토 시게아키 (NEWS)
- 쿠라키 시오리 - 토다 나호
- 자이츠 마사토 - 사사이 에이스케
- 요시카와 미즈호 - 나카야마 메구미
- 코모리 코스케 - 와타나베 코헤이
- 이자와 타쿠미 - 나가이 코스케
- 쿠도 레이코 - 료
- 도모토 미요코 - 카토 카즈코
- 모리오카 테츠오 - 오오스기 렌

### 스태프
- 원작·법률 감수: 나카지마 히로유키
- 각본: 아소 쿠미코, 하마다 히데야, 마루모 아마네
- 각본 감수: 하타 타케히코
- 연출: 사쿠마 노리요시
- 프로듀서: 야마모토 유카리, 코이즈미 마모루
- 음악: 카네코 타카히로
- 사운드 디자인: 이시이 카즈유키
- 기술 협력: NiTRO
- 미술 협력: 닛폰 TV 아트
- 제작 협력: 토탈 미디어 커뮤니케이션
- 제작 저작: 닛폰 TV

### 주제가
- 토타스 마츠모토 〈涙をとどけて 눈물을 전해〉

### 부제
| 각 화  | 방송일          | 부제                                            | 시청률 |
| ------ | --------------- | ----------------------------------------------- | ------ |
| 1      | 2008년 4월 16일 | 법은 사람을 지키지 않는다! 변호사의 이상과 현실 | 8.8%   |
| 2      | 2008년 4월 23일 | 부모와 자식을 구하는 단 하나의 법률             | 9.3%   |
| 3      | 2008년 4월 30일 | 소년법이 지키려고 하는 것                       | 7.4%   |
| 4      | 2008년 5월 7일  | 변호 미스로 고소!? 사채를 쓴 남자의 함정        | 6.3%   |
| 5      | 2008년 5월 14일 | 내가 진상을 폭로한다!! 소년 사망 사고           | 7.8%   |
| 6      | 2008년 5월 21일 | 집단 괴롭힘 살인!? 소년의 미래를 구해라         | 8.4%   |
| 7      | 2008년 5월 28일 | 결의의 흉악범 변호…큰 시련                      | 8.4%   |
| 8      | 2008년 6월 4일  | 어머니의 웃는 얼굴을 지켜라! 의료 미스 소송     | 7.0%   |
| 9      | 2008년 6월 11일 | 변호사를 변호! 저, 그만둡니다                   | 9.6%   |
| 최종화 | 2008년 6월 18일 | 나는 법률의 정의를 믿는다                       | 8.9%   |